# Eugenio Gerli

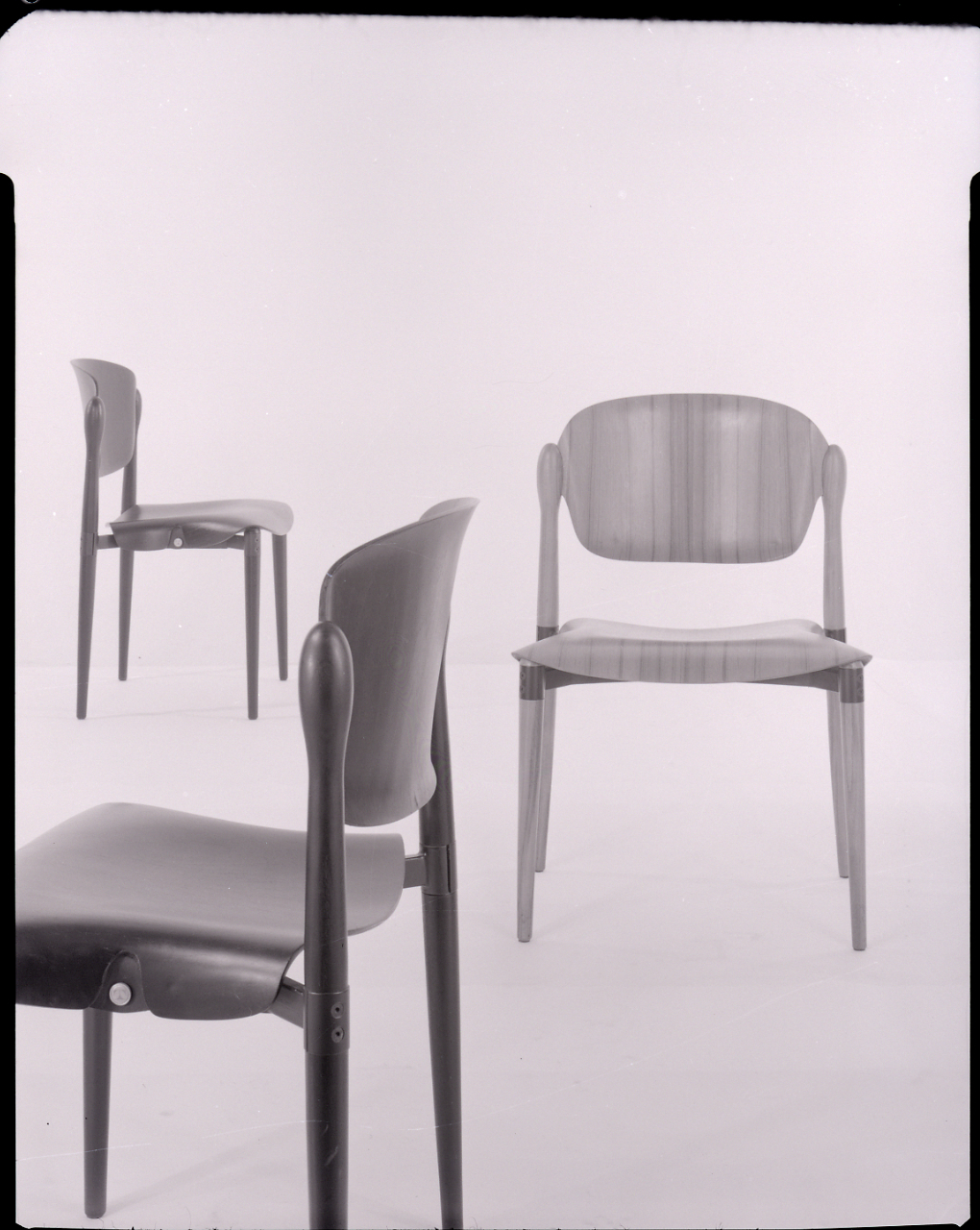
silla apilable S83 Eugenio Gerli anno 1962

Eugenio Gerli (Milán, 15 de julio de 1923 - Milán, 2 de octubre de 2013) fue un arquitecto y diseñador italiano. Durante su intensa carrera profesional, que abarca más de seis décadas, construyó villas, condominios, bloques de oficinas, fábricas, bancos, tiendas y también restauró edificios históricos. A menudo completaba sus obras con diseño de interiores y muebles a medida. Esta amplia gama de proyectos inspiró también sus creaciones de diseño industrial, y hoy en día muchos de sus proyectos se han convertido en iconos: la silla S83, el silloncito PS 142 Clamis, el mueble-bar Jamaica, el conjunto para oficinas Graphis System.

## Biografía

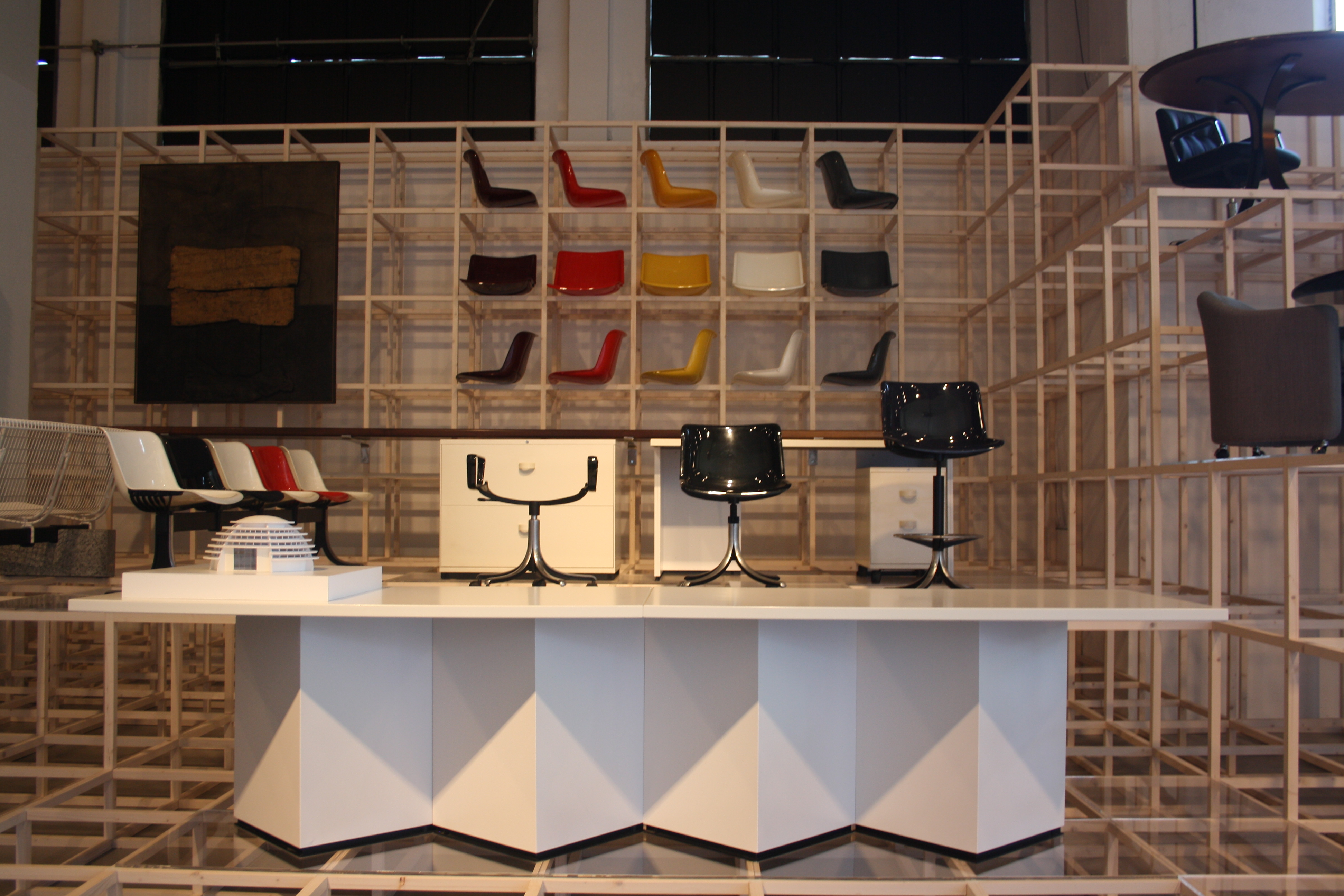
Graphis System - 1968 - Mostra Triennale 2018

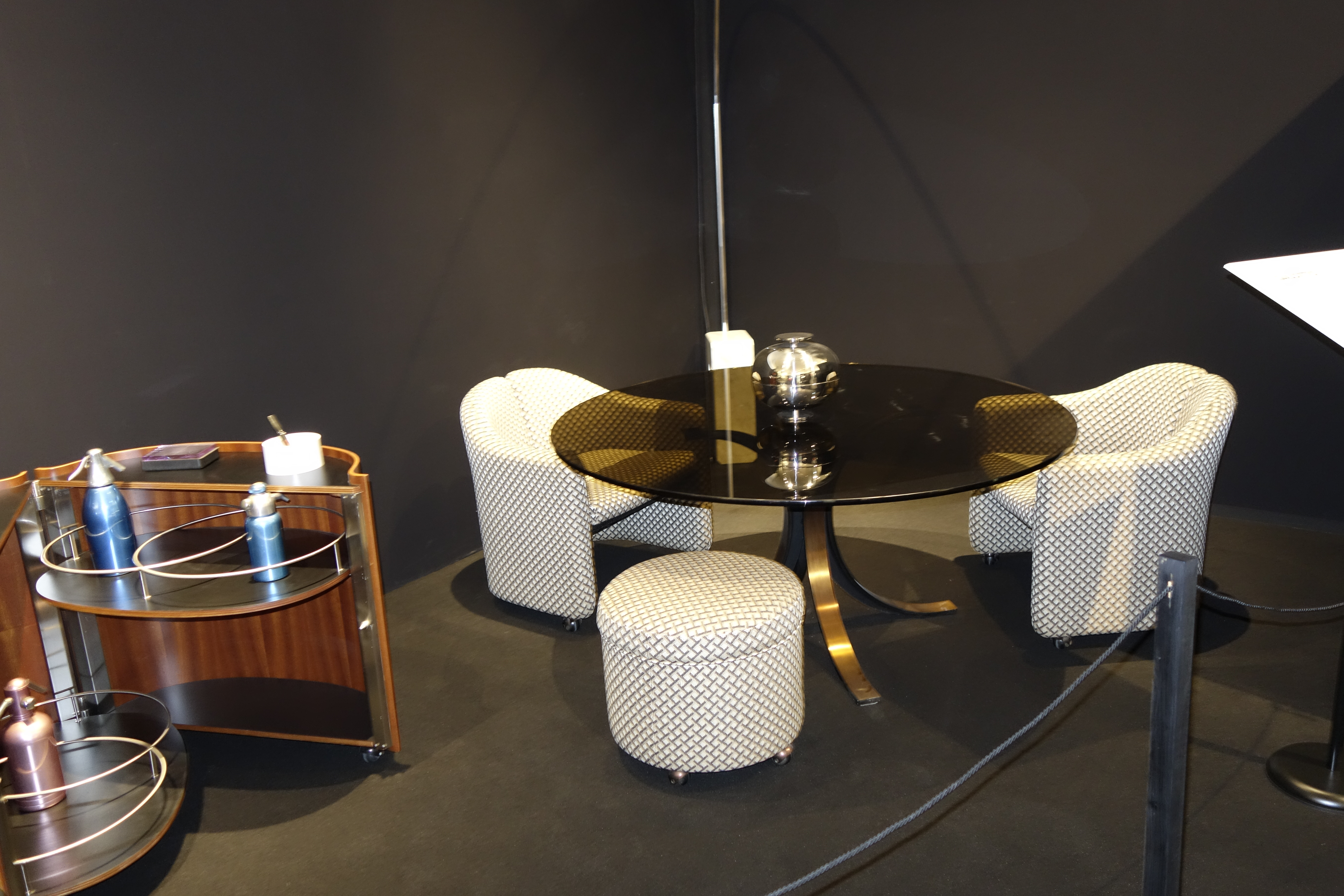
Jamaica cabinet 1966; Ps142 Clamis armchairs 1966; T69 table 1963

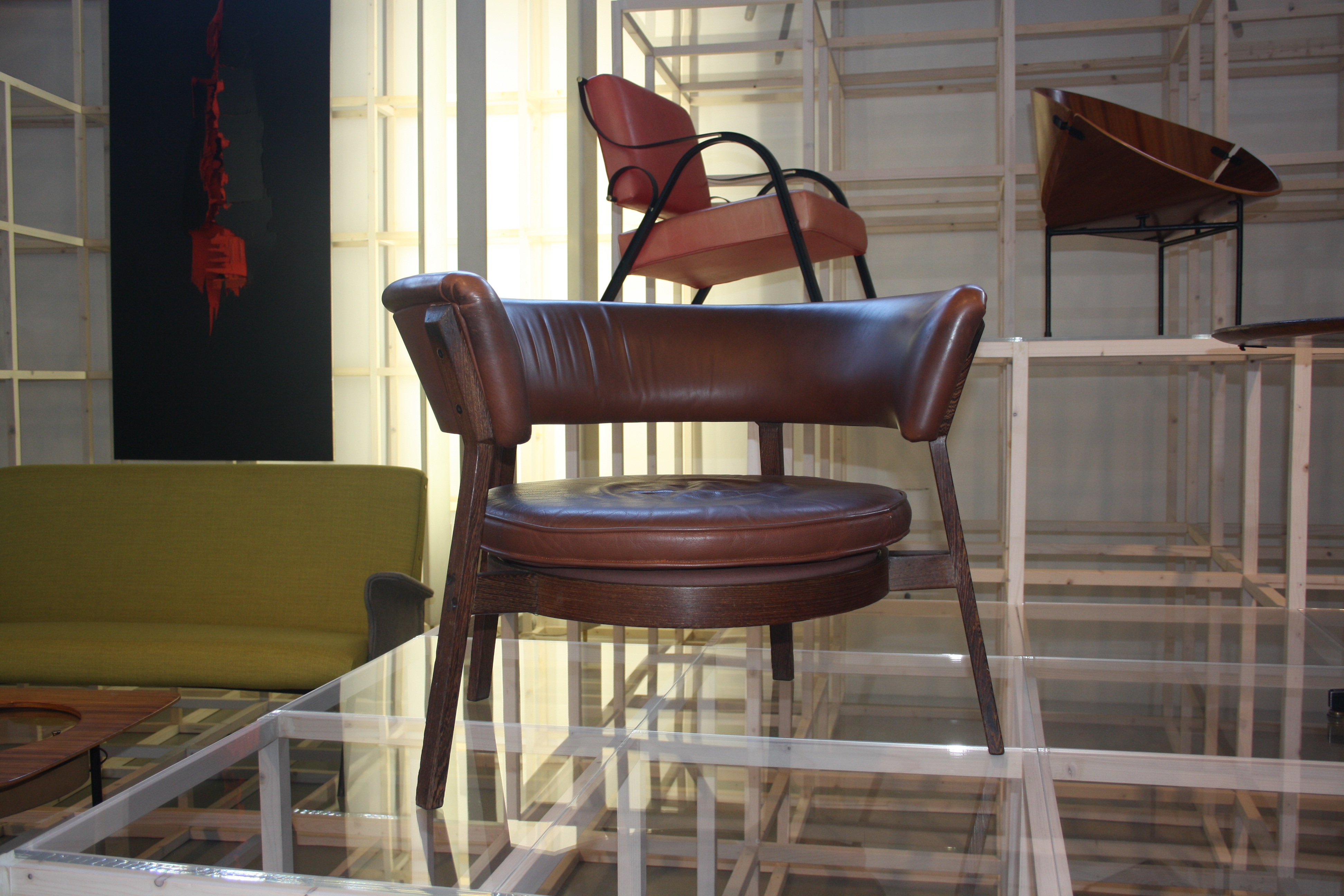
Sillón P28 - 1958

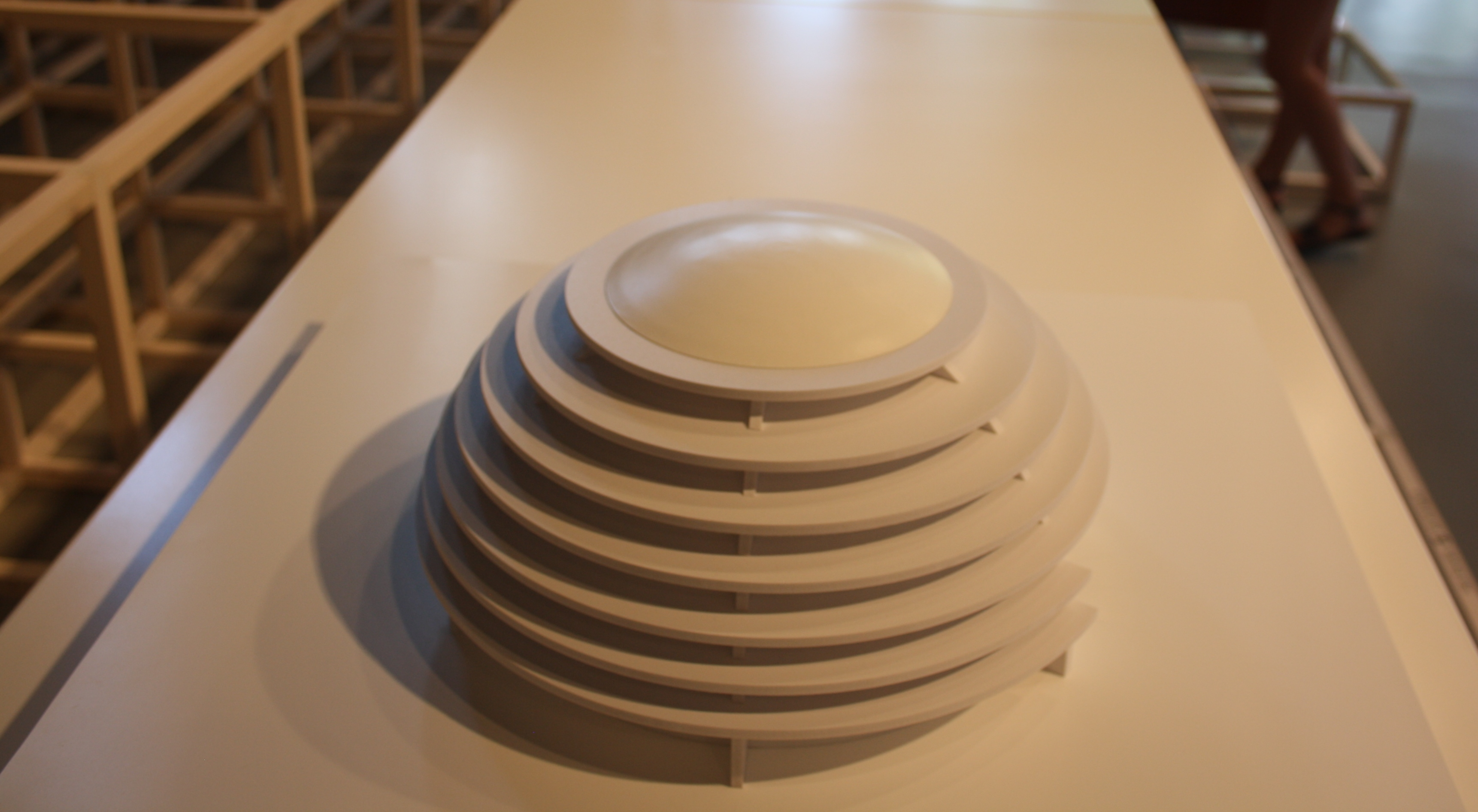
modelo para una cúpula en Riad - 1978

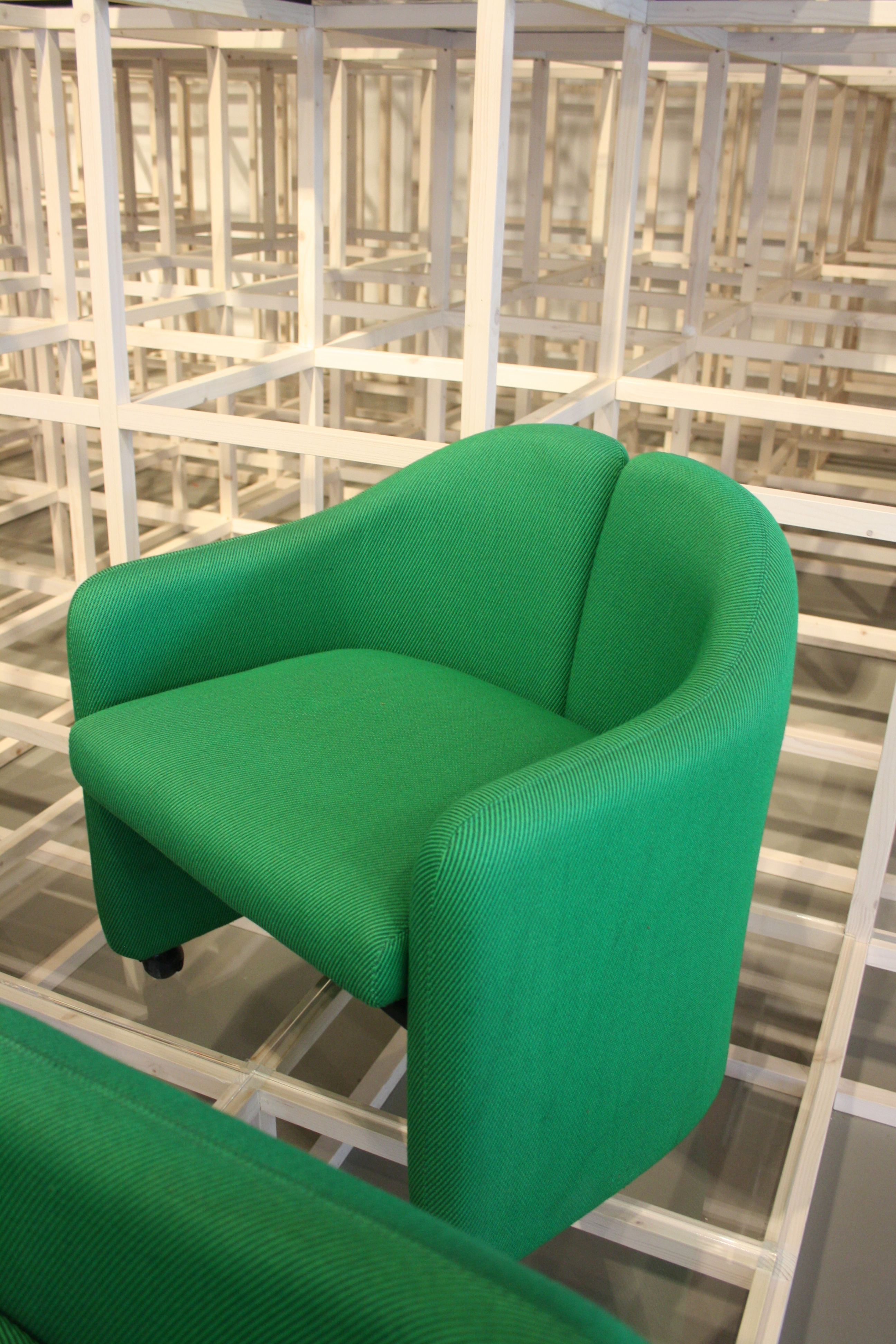
Sillón Clamis PS 142 - 1969

Nació en Milán el 15 de julio de 1923 con el nombre de Eugenio Cesare Gerli; hijo del empresario inglés Guido Gerli (Londres 1892 - Milán 1987) y de Luciana Chiesa, hija del político Eugenio Chiesa (Milán, 18 de noviembre de 1863 - Giverny, 22 de junio de 1930).
Su abuelo Eugenio Chiesa, diputado republicano del parlamento italiano, se opuso firmemente al fascismo desde 1922. La consecuente represión del partido fascista en contra a toda su familia llevó todo tipo de dificultades, que culminaron con el exilio de Eugenio Chiesa en 1926 y la detención en 1939 de su padre Guido, posteriormente internado en varios campos de concentración.
Tras esos años difíciles, Eugenio Gerli estudió ingeniería durante dos años, para luego pasar a estudiar Arquitectura en el Politécnico de Milán, como alumno de Piero Portaluppi y Gio Ponti, ambos famosos arquitectos y diseñadores. En 1949 se graduó.
En 1950 Eugenio Gerli comenzó su actividad profesional como arquitecto. Sus primeros trabajos estuvieron influenciados por las obras de Frank Lloyd Wright, Alvar Aalto y Charles Eames.
Eugenio Gerli se casó con Marta Somarè, hija del crítico de arte Enrico Somarè y nieta del pintor Cesare Tallone, progenitor de una gran estirpe de artistas que incluía al pintor Guido Tallone, al editor e impresor Alberto Tallone y al constructor de pianofortes Cesare Augusto Tallone.
A partir de 1977 se incorporaron a la empresa sus hijos Enrico y Guido, arquitectos, con los que Eugenio Gerli compartió los proyectos posteriores.
La característica más relevante de los trabajos de Eugenio Gerli consiste en la integración de sus ideas espaciales con soluciones innovadoras para interiores diseñados a medida. Esta filosofía de “diseño integral”, junto con sus conocimientos de ingeniería, le ayudó en el desarrollo de modelos para el Diseño Industrial. Estos modelos no eran concebidos de forma abstracta, sino a partir de contextos y necesidades concretas, siguiendo una lógica de exactitud tanto formal como constructiva.
A Eugenio Gerli también le encantaba integrar la arquitectura con las artes visuales, colaborando con artistas como Arnaldo Pomodoro, Lucio Fontana, Blasco Mentor, Pietro Cascella, Guido Somarè.
La exposición dedicada a Osvaldo Borsani en la Triennal de Milán (celebrada entre el 16 de mayo y el 16 de septiembre de 2018, curada y diseñada por Lord Norman Foster y Tommaso Fantoni) incluyó dieciséis obras de arquitectura y diseño de Eugenio Gerli. Esta exposición por lo tanto contribuyó al redescubrimiento de este "maestro olvidado", rescatando su memoria y rindiendo homenaje a sus obras (Marco Romanelli).

## Obra

### Principales obras de arquitectura
- 1950- Clínica Cardiológica Villa Adele Laveno-Mombello en la cual también diseñó el mobiliario específico en colaboración con Mario Cristiani: camas ajustables y sillones reclinables.[17]
- 1954/55- Cine Ambasciatori[18] en Milán, con también el diseño de todo el mobiliario y las luces integradas[19][20][21][22][23][24][25]
- 1955- Villa al Lago Mayor - Portovaltravaglia[26][27]
- 1956- Villa Seralvo - Meda[28][29]
- 1957- Tienda principal de la Tecno en Milán, vía Montenapoleone. Suelos de cristal transparente (con Osvaldo Borsani) – Ganó el premio especial del concurso Vis Securit-Domus 1960[14][30][31][32][33][34][35]
- 1958- Apartamento de un coleccionista de arte - vía Mascagni - Milán[13][34]
- 1959- Casa residencial - viale Coni Zugna 23 - Milán
- 1962/63- Bloque horizontal de viviendas - Sirtori[36][37]
- 1968/1972- Restauración, restructuración y ampliación de la sede de Confcommercio (Unión de Comercio y Turismo) Palazzo Castiglioni (1903) - Corso Venezia - Milán[12][38][39]
- 1972- Nuevo bloque de oficinas de la Unión de Comercio y Turismo - via Marina - Milán[22][12][38][39]
- 1970- Restaurante El Toulà - Milán[40][41]
- 1971- Villa Gatti - La Pinetina - Appiano Gentile (Como)
- 1972- Clubhouse - Golf La Pinetina - Appiano Gentile (Como)[22][42][43]
- 1972- Villa Orlando - La Pinetina - Appiano Gentile (Como)
- 1973- Villa Casale - La Pinetina - Appiano Gentile (Como)
- 1974- Villa Colombo - La Pinetina - Appiano Gentile (Como)[44]
- 1962 y 1974- Sede y fábrica de la Tecno S.p.A. (con Osvaldo Borsani) - Varedo - (Monza/Brianza)[14][45]
- 1974- Palacio ARBO - via Bigli 22 - Milán[46]
- 1974/1978- Salas de exposición de la Tecno s.p.a en Milán, Roma, Turín, París y Nápoles[46][47]
- 1976/77- Sede central de Etro S.p.A. - vía Spartaco - Milán[1][48]
- 1978- Penthouse Dome (con Osvaldo Borsani) - Riyadh - SA[22][14][49][50]
- 1978- Comedor Breda Fucine - Sesto San Giovanni (Milán)[51]
- 1979- Villa Flenda - La Pinetina - Appiano Gentile (Como)
- 1982- Proyecto de edificio de oficinas EUR para Confcommercio - (con el Arq. Enrico Gerli) - Roma
- 1983- Villa Bonomi en Castel d'Agogna (Pavía)[10]
- 1983- Sede del Banco Popular de la Murgia - (con el Arq. Enrico Gerli) - Gravina (Bari)[52]
- 1984 y 1988- Interior de la tienda ETRO, via Pontaccio - Milán[1][53]
- 1985- Sede de la Banca Popolare della Murgia - Corato (Bari)
- 1987- Proyecto de Villa Koskotas en las colinas de Atenas, Grecia
- 1987 y 1990- Tienda ETRO - via Montenapoleone - Milán[1][53]
- 1988- Perfumería ETRO - vía Verri - Milán[1][49]
- 1988- Nueva sede de Enasco - via del Melangolo - Roma[50][50].
- 1990- Nueva sede ETRO S.p.A. - via Spartaco - Milán[1][48]
- 1998- Apartamento privado - Monza[54]
- 1976/2000- Tiendas ETRO en Londres, París, Nueva York, Roma, Singapur y Los Ángeles[1][48]
- 2003- Parlamento de la Unione Confcommercio - corso Venezia 49 Milan[1]
- 2002/2004- Nuevas oficinas - Istituto Centrale delle Banche Popolari - via Cavallotti 14 / via Verziere 11- Milano[55]

E.G. Diseñador
Eugenio Gerli es recordado principalmente por el diseño de sus muebles.  Algunos de los ellos se han convertido en clásicos del diseño, expuestos en los museos más importantes del mundo como la Trienal de Milán, el Centro Pompidou, el Museo de Artes Decorativas (MAD) ubicado en el Louvre y el Museo Stedelijk de Ámsterdam.
Cuando era todavía un estudiante, empezó su actividad de diseñador con la experimentación sobre el uso de la madera contrachapada.  En el invierno de 1948/49 participó en una exposición en la tienda de Fede Cheti con una silla de tres patas, hecha completamente de madera contrachapada curvada. En 1949 fundó en Milán un taller llamado Forma, para la producción en serie de prototipos experimentales.
En 1950-52, diseñó en colaboración con Mario Cristiani el mobiliario de una clínica para enfermos cardíacos en Laveno-Mombello: entre otros, camas ajustables y sillones basculantes
Junto al diseño de muebles en madera contrachapada y con materiales más tradicionales, desde 1952-1954 empezó a investigar y experimentar el uso de fieltro endurecido por resinas
En 1954, cuatro modelos del taller Forma, tanto de fieltro como de madera contrachapada, fueron presentados en la X Trienal de Milán en la sección montada por Franco Albini. Dos de estos modelos fueron incorporados en 2007 en la colección permanente de la Trienal
Entre 1954 y 1956 diseñó algunas sillas innovadoras para la empresa Rima de Padua:
- El sillón P28 Rima con estructura metálica. Asiento de cuero tejido. El respaldo de madera contrachapada curvada forma también los reposabrazos.
- Modelo P 75 con Mario Cristiani, silloncito giratorio con base de metal de fusión y articulación giratoria de goma de derivación automovilística.[11][34][74][76][77]
- Sofás con respaldo de fieltro de plástico para los vestíbulos del cine Ambasciatori.[11]

1957 Eugenio Gerli inicia una larga colaboración con la empresa Tecno S.p.A, firmando muchos productos “íconos” de éxito. Entre ellos hubo el famoso sistema de oficina Graphis, un sistema completo modular para oficina considerada la “revolución copernicana” del ambiente laboral. En el marco de esta colaboración firmó también el sillón circular P28, la silla de madera contrachapada curvada con armazón metálico S83, el sillón Clamis PS142 compuesto por dos cuerpos gemelos especulares, la mesa extensible con abertura mariposa T92, el mueble bar con dos válvulas B106 Jamaica.

## Principales obras de diseño industrial
- 1956 Mesa extensible con abertura mariposa, diseñada con Mario Cristiani[78] - Premio en el concurso Fòrmica-Domus. EL diseño fue actualizado por Gerli y producido por Tecno en 1960 con el nombre T92[7][33][79][80][81][82][83][84][9][14][85][86]
- 1957 Cama compuesta por planos que se entrecruzan – Ganó el concurso Fòrmica-Domus.[33][87]
- 1957 Silla desmontable S3 en madera contrachapada curvada - Tecno (prototipo hecho por Gerli en 1951)[11][8][9][33][34][88][89]
- 1958 Sillón circular P28 (trescientos sesenta)[14][7][9][60][74][84][90][91][92]
- 1962 Serie de sillas desmontables S81- S82- S83[14][7][8][9][58][60][79][90][86][85][83][84][93][94][92]
- 1963 Mesa extensible T97[7][35]
- 1963 Mesitas T68 con tablero compuesto de elementos variables (con Osvaldo Borsani)[14][7]
- 1963 Mesa T69-T102 con base central de fundición entrelazada (con Osvaldo Borsani)[14][16][7][8][9][95][92]
- 1963 Sistema de bandejas giratorias[7][9][35]
- 1963 Cama L79 (con Osvaldo Borsani)[7]
- 1964 Mesa T87 de dos niveles con estética modificable (medalla de oro en la XIII Trienal de Milán)[14][7][74][84]
- 1965 Librería componible Domino E101. Este sistema de estantes supera el concepto de mueble fijo y definido. Cinco elementos lineares permiten la personalización del mueble, iniciando una investigación volumétrica y colorista que evolucionará en el proyecto Graphis del 1967[7][9][84][96]
- 1965 Sofá y sillón D/P73 Sir[7][84]
- 1966 Mueble bar Jamaica B106 – inspirado por la cáscara de las nueces[14][7][8][9][60][95][97]
- 1966 Sillón y sofá Jacqueline P104 y D104[7][8]
- 1967Cama Holland L108[7][8][9]
- 1967 Sistema de oficina Graphis - Producción en 1968 (con Osvaldo Borsani) - la superación del mueble fijo y definido. Con solamente dos elementos a componer se permite una personalización total del mueble. (Patentado el 16 de mayo/1972 US3663079 A[98][99])[1][7][11][14][95][100][101][102][103][104][105]
- 1968 Silloncito de plástico - Margherita[7][8][9][100][106][107]
- 1969 Mesita de cama rotativa T128 “Revolver”.[7]
- 1969 Sillón tapizado Clamis PS142. Compuesto por dos cuerpos gemelos especulares con dos carcasas especulares (Patentado:18 de julio de 1972 US D224285S[108][109])[14][7][9][40][95][110]
- 1969 Jarrones L1- L2- L3[7]
- 1975 Estanterías de cristal deslizantes E333[7]
- 1979 Serie P/D 225 - Asientos acabados o modulares con esquinas de madera (con Enrico Gerli)[7][9][10]
- 1984 Sillas de oficina P131 (con Guido Gerli)[7][10]
- 1985 Sillón P121 con respaldo reclinable (con Enrico Gerli)[7][10]
- 1988 Sillas de oficina Aries E,M,O (con Guido Gerli y el centro de proyectos Tecno)[7][10]

## Galardones
Eugenio Gerli recibió numerosos fueron los premios y reconocimientos, entre los que mencionamos:
- Premio en el concurso Fòrmica- Domus 1956 – Mesa extensible mariposa (con Mario Cristiani)
- Premio en el concurso Fòrmica-Domus 1957 - Cama compuesta por planos que se entrecruzan
- Premio especial del concurso Vis Securit-Domus 1960 - Tienda Tecno con suelo de cristal en via Montenapoleone, Milano
- Medalla de oro XIII Triennale di Milano – 1964 – Mesa T87
- Compasso d'Oro ADI selección 1970 - Sistema de muebles componibles Graphis
- Compasso d'Oro ADI selección 1970 - Tabla T92